# Amerikaans-Engels
Amerikaans-Engels is de naam voor de varianten van de Engelse taal die gesproken worden in de Verenigde Staten van Amerika en bij uitbreiding in Canada. Dit artikel behandelt met name de taal van de VS, al worden de Canadese varianten er waar nodig in betrokken. Voor het Engels uit Canada zie voorts Canadees-Engels.

## Verband met het Brits-Engels
Men doet er verkeerd aan het Amerikaans-Engels te zien als een dochter, een afstammeling van het (huidige) Brits-Engels, laat staan de Received Pronunciation. De RP kwam pas in de negentiende eeuw vast te liggen en de Engelse volkstaal is sinds het hoogtepunt van de Britse kolonisatie eveneens veranderd. De klankleer en de woordenschat van het Amerikaans-Engels zijn daardoor soms juist ouderwetser dan die van het Brits-Engels (denk bijvoorbeeld aan het behoud van de r in een woord als cart). Bovendien was Engeland (laat staan het Verenigd Koninkrijk) verre van taalkundig uniform en kent het Amerikaans-Engels duidelijke sporen van andere Engelse dialecten dan het Zuidoostelijk Engels (gesproken in Londen en omgeving). Dit geldt bijvoorbeeld voor een opvallend verschil als de palatale uitspraak van een woord als fast.

## Dialecten
Men dient zich er ook rekenschap van te geven dat het Engels van de Verenigde Staten niet uniform is. Weliswaar zijn, om de begrijpelijke reden dat de Angelsaksische kolonisatie in veel gebieden niet ouder is dan tweehonderd jaar of zelfs nog veel korter, de verschillen gering in vergelijking met het (nochtans in een veel kleiner gebied gesproken) Brits-Engels, toch kan men van staat tot staat en van regio tot regio duidelijke verschillen aanwijzen. Deze dialecten of accenten worden in de regel in alle informele situaties gebruikt. Iemand uit Tennessee zal als hij in New York op vakantie is niet anders tegen de New Yorkers praten dan hij thuis tegen zijn streekgenoten doet - alle niet-gesegregeerde Angelsaksische Amerikanen kunnen elkaar zonder problemen begrijpen. Situaties waarin een Amerikaan soms wel moeite zal doen zijn accent op te geven of minder sterk te maken zijn meestal het spreken in het openbaar, in intellectuele milieus of voor de nationale televisie - het accent dat hij dan probeert te spreken wordt General American genoemd, zie onder - of als hij om wat voor reden dan ook als iemand uit een andere streek wil klinken. Dit laatste kan de vorm aannemen van een karikatuur, maar komt bijvoorbeeld ook voor als iemand uit het noorden countrymuziek gaat zingen.

## Verschillen in uitspraak

### Klinkers
Alle Amerikaanse en Canadese accenten spreken de etymologische en gespelde korte a palataal uit, als een wijde e (IPA [æ]) uit op de meeste plaatsen waar die in de meeste Britse dialecten als een gerekte a klinkt (IPA [ɑ:]). Deze a kan behalve als [æ] ook als een vallende diftong [eə] klinken, in sommige posities althans.
De Britse klank [ɔ] (de korte o als in pot) wordt meestal uitgesproken als een [ʌ], een a-achtige klank die men zowel in het Amerikaans-Engels als in de RP in het woord but hoort. Omdat de korte u uit but in geen enkel Amerikaans accent als [œ] wordt uitgesproken klinken de woorden got en gut identiek. De o heeft zijn oude klank echter behouden in een klein deel van New England, in en om Boston.
Woorden die in het Brits-Engels de klank [ju:] hebben - deze klank stamt meestal van de Franse [y] - hebben in het Amerikaans-Engels op veel plaatsen - te weten na dentale en palatale medeklinkers - de klank [u:]. Hierdoor klinken de woorden tune, new, suit en lute duidelijk anders, zonder j-klank. Dit verschijnsel noemt men jod-deletie. Na gutturale en labiale klinkers treedt dit verschijnsel niet op: cure en pure worden dan ook in zowel het Brits als het Amerikaans-Engels met een j-klank uitgesproken. 
In enkele gebieden in de Verenigde Staten vindt de jod-deletie doorgaans niet plaats: in North Carolina en aan de kust van de Golf van Mexico ten oosten van de Mississippidelta; zie het nevenstaande kaartje.
In grote gedeelten van de VS klinken de e en de i voor een n identiek, namelijk als een i (IPA [ı]). De neiging de e op deze plaats als een i-klank uit te spreken is ook in het Brits wel aanwezig maar heeft zich zeer verregaand doorgezet in het zuidoosten van de VS, in een zeer groot gebied dat loopt van Texas naar Florida en Virginia. Dit kenmerk geldt als min of meer stereotypisch voor de zuidelijke staten; het komt echter ook in en rond Los Angeles voor (voornamelijk rond, daar er zich in Los Angeles zeer veel immigranten hebben gevestigd); zie nevenstaand kaartje.
Ook in grote gedeelten van heel Noord-Amerika treft men de cot-caught-merger aan, en wel in het westen van de Verenigde Staten en het zuiden van Canada. Het gebied schijnt zich bovendien in de huidige tijd nog uit te breiden, onder meer naar gedeelten van New England. Dit verschijnsel treedt ook op in het Alaskaanse Anchorage en omstreken; of het ook in de rest van deze staat voorkomt of overheerst is vanwege een gebrek aan gegevens niet duidelijk. Dit kenmerk bestaat eruit dat de korte o-klank in cot en de lange in caught gelijk worden uitgesproken.
Gebieden die nog duidelijk vasthouden aan de oude uitspraak, die in het onderwijs trouwens nog steeds gepropageerd wordt, vindt men in de zuidoostelijke staten, in het zuidelijke merengebied en in het zuiden van New England (onder meer in New York). Ook de inwoners van San Francisco doen er niet aan mee. Verder komen beide realisaties in veel gebieden naast elkaar voor. Op het nevenstaande kaartje staan plaatsen waar de merger overheerst met groene punten aangegeven en de gebieden waar de beide klanken nog verschillend worden uitgesproken met blauwe punten. In met gele punten aangegeven plaatsen komen beide realisaties geregeld voor.
De korte en lange i-klanken ([ı] respectievelijk [i:]) worden in sommige gebieden gelijk uitgesproken voor de l; dit noemt men de fill-feel-merger. Dit kenmerk komt voor in een gebied in het westen van Texas en in een groot aaneengesloten gebied lopend van Louisiana via Mississippi, Alabama en Tennessee naar North Carolina. De gebieden staan hiernaast aangegeven.
In de dagen van Shakespeare werden woordparen als horse en hoarse en morning en mourning verschillend uitgesproken: woorden met in de spelling twee klinkers hadden ook een (vallende) tweeklank in de uitspraak. Mourning klonk dus ooit als ['mɔərnıŋ], morning gewoon als ['mɔrnıŋ]. In zowel het Brits als het Amerikaans-Engels verdween deze klank, maar in het Amerikaans-Engels gebeurde dit naar alle waarschijnlijkheid veel later. Nu nog zijn er enkele gebieden waar deze taalontwikkeling nog niet heeft plaatsgevonden bij de meeste sprekers (zie het kaartje).
In het Amerikaans-Engels, m.n. in de zuidelijke staten, is nasalisatie van klinkers zeer algemeen; dit wordt in de volksmond klanknabootsend "twang" genoemd. Binnen de Verenigde Staten is dit een stereotype voor de zuidelijke staten, in andere Engelssprekende landen een stereotype voor de VS als geheel.

### Medeklinkers
Amerikanen kennen regressieve assimilatie van de t tussen klinkers en/of een l of r. Anders gezegd: een t in het midden van een woord verandert in de uitspraak in een d. Better klinkt als bedder, brittle als briddl, falter als falder en turtle als turdl. Dit is na de andere uitspraak van de korte a misschien wel het meest opvallende verschil tussen Brits en Amerikaans-Engels.
Het Brits, en vooral de Received Pronunciation, verwaarloost de r als er geen klinker op volgt moedwillig al laat ze in de voorafgaande klinker een duidelijk spoor na. Deze letter werd echter tot vrij recent nog uitgesproken, en in de Verenigde Staten is ze gebleven. Uitzonderingen hierop zijn de spreektaal van de zwarten (zie Afro-Amerikaans-Engels) en bepaalde streken met name aan de zuid- en oostkust van het land. Dit laatste is mogelijk te verklaren uit een langdurig contact met en kolonisatie vanuit het Britse moederland. De gebieden waar veel blanken de r in een woord als card niet uitspreken staan op het kaartje rechts aangegeven.
In het Engels worden sommige woorden met wh gespeld, ofschoon deze combinatie op dezelfde manier als de w wordt uitgesproken. De wh gaat echter terug op een andere klank dan de w en het onderscheid is oeroud: in het Gotisch en het Oudnoords waren ze beide duidelijk onderscheiden aanwezig. De w klonk als de Engelse of Vlaamse w, de wh (in veel oude talen als hw gespeld) werd stemloos gearticuleerd, als een soort blaasgeluid. In het Brits-Engels werd dit verschil tot voor kort in ere gehouden, en in het Amerikaans-Engels is het nu nog duidelijk aanwezig in een groot gebied in het zuidoosten, lopende van Virginia en West Virginia tot in Texas, met uitzondering van Florida en Louisiana (zie kaart).
Het achtervoegsel -ing, gebruikt voor het tegenwoordig deelwoord of incidenteel voor een afgeleid zelfstandig naamwoord, wordt in een groot gebied in het zuiden en zuidoosten gemuteerd in -in (vaak met apostrof -in' genoteerd). Ook in het Afro-Amerikaans-Engels is dit het geval. Voor zowel de bewoners van de zuidelijke staten als voor de zwarten is dit een sterk stereotype. Dit zogenaamde G-dropping is zowel in Amerikaans- als Brits-Engels zeer klasse- en statusgevoelig en -indicatief.

### Algemeen Amerikaans
De meeste van de boven gegeven uitspraakeigenaardigheden zijn beperkt tot een bepaalde regio. In de twintigste eeuw heeft zich in de Verenigde Staten een algemeen, niet-plaatsgebonden accent ontwikkeld, General American genaamd. Dit accent komt zeer verregaand overeen met het dialect van Iowa (zie nevenstaand kaartje); men kan Des Moines dan ook wel het "Haarlem van de Verenigde Staten" noemen.

## Verschillen in spelling
In 1828 publiceerde de Connecticutse predikant Noah Webster een Engels woordenboek. Hierin zocht hij de gecompliceerde Engelse spelling wat te vereenvoudigen. Zijn hervormingen waren verre van radicaal maar vonden wel hun weg naar de praktijk, zodat de Amerikaanse spelling thans duidelijk van de Britse verschilt.
De structurele veranderingen die Webster doorvoerde waren de volgende:
- Het achtervoegsel -our, dat in geen enkel accent met een tweeklank werd uitgesproken, werd vereenvoudigd tot -or (colour > color, Latijn color, Oudfrans coulour)
- De uitgang -ise werd -ize (organise > organize, Latijn organizare, Frans organiser)
- -ce werd -se (defence > defense, Latijn defensum)
- De uitgang -re werd geïnverteerd tot -er (centre > center)
- De l werd bij de vorming van afleidingen niet verdubbeld als ze niet door een beklemtoonde klinker voorafgegaan werd (traveller > traveler)
- Het voorvoegsel en- veranderde soms in in- (enclose > inclose).

Later traden meer verschillen op tussen het Brits en het Amerikaans-Engels, die er gewoonlijk op neerkomen dat de Amerikaanse spelling fonetischer dan wel eenvoudiger is. Vooral veel Franse invloeden werden geschrapt ten gunste van de oorspronkelijke Latijnse of Griekse woorden. Gramme is in het Amerikaans-Engels gram, cheque werd check en de Latijnse ae of æ werd meestal e (encyclopædia > encyclopedia). Tyre ("autoband") spelt men in Noord-Amerika als tire. Moderne spellingen als lite en thru voor light resp. through hebben het echter niet gered buiten informele toepassingen als de jongerentaal, de reclame en tegenwoordig het internet.

## Verschillen in woordenschat
Verschillen in de woordenschatten van het Brits en Amerikaans-Engels zijn legio. De meeste verschillen hebben betrekking op zaken uit het dagelijks leven van relatief recente datum, bijvoorbeeld elevator en railway voor lift resp. railroad. Andere verschillen behelzen onder meer store voor shop, candy voor sweets en trash can voor dust bin. Soms is de Amerikaanse woordenschat wat conservatiever dan de Britse, hetgeen bijvoorbeeld het geval is bij sick voor ill. Er is een vrij groot aantal woorden die in zowel het Brits als het Amerikaans-Engels voorkomen maar in de ene variant een hogere frequentie hebben en in de andere een lagere. Dit geldt onder meer voor difficult (BE) en hard (AE), en voor autumn en fall. Die verschillen kunnen erg subtiel zijn. Zo leert men vaak holiday en vacation als een Brits resp. een Amerikaans woord voor "vakantie" beschouwen, maar de holiday komt ook in de VS voor (in de betekenis "openbare feestdag") en de vacation ook in Groot-Brittannië (in de betekenis "vrijstelling").
Het Amerikaans-Engels heeft vrij veel woorden opgenomen uit de vele immigrantentalen die de nieuwe bewoners meebrachten, alsook uit het slang van de zwarten en uit verschillende Indianentalen. Met name de invloed van het Duits en het Nederlands (zie Nederlandse leenwoorden in het Amerikaans-Engels) is van belang geweest (dumb in de betekenis dom is waarschijnlijk van Nederlands-Duitse oorsprong). Incidenteel dringt de invloed uit een migrantentaal door op een dieper niveau dan op de woordenschat; dit is onder meer het geval bij beatnik, een woord met een Russisch achtervoegsel voor een agensnomen.
Als gevolg van de dominante positie van de Verenigde Staten in de wereld zijn veel amerikanismen ten langen leste in andere varianten van het Engels ingeburgerd geraakt en algemeen Engels geworden.